# Наровчатка
Наровчатка (рос. Наровчатка) — селище у Агаповському районі Челябінської області Російської Федерації.
Входить до складу муніципального утворення Наровчатское сільське поселення. Населення становить 1843 особи (2010).

## Історія
Від 18 січня 1935 року належить до Агаповського району Челябінської області, утвореного спочатку у складі Магнітного округу.
Згідно із законом від 26 серпня 2004 року органом місцевого самоврядування є Наровчатское сільське поселення.

## Населення
| 2002 | 2010  |
| ---- | ----- |
| 1811 | ↗1843 |